# Disciples: Sacred Lands
Disciples: Sacred Lands est un jeu vidéo de stratégie au tour par tour développé par Strategy First et édité par GT Interactive Software, sorti en 1999 sur Windows.

## Accueil
| Disciples: Sacred Lands |      |       |
| Média                   | Pays | Notes |
| Computer Gaming World   | US   | 1.5/5 |
| GameSpot                | US   | 83 %  |
| Gen4                    | FR   | 2/5   |
| Jeuxvideo.com           | FR   | 13/20 |
| Joystick                | FR   | 72 %  |